# Вестон, Эдвард
Эдвард Вестон (англ. Edward Weston; 9 мая 1850 года, Озуэстри, графство Шропшир, Англия — 20 августа 1936 года, Монтклэр, штат Нью-Джерси, США) — американский химик, изобретатель и предприниматель британского происхождения; автор изобретений в области гальванотехники, сплавов константан и манганин, нормального элемента известного как нормальный элемент Вестона а также ряда усовершенствований конструкции электроизмерительных приборов.

## Биография

### Ранние годы
Эдвард Вестон родился на ферме недалеко от Озуэстри графство Шропшир, Англия в 1850 году. Дед его был состоятельным фермером, отец — коммерсантом, мать писала романы и статьи для журналов. В 1857 году семья переезжает в Вулвергемптон — в то время типичный промышленной город. По окончании начальной школы Вестон поступает в колледж Святого Петра в Вулвергемптоне.
Вестон был успешным студентом и увлекался наукой, уже тогда заинтересовался электричеством и работами пионеров этого направления физики — Уильяма Томсона, Максвелла и особенно Фарадея, в честь которого он впоследствии назовёт своего сына. В домашней лаборатории воспроизводил опыты Фарадея и мечтает о карьере учёного. Окончив колледж в 1866 году, по настоянию родителей в течение трёх лет изучал медицину в качестве ассистента местного терапевта. В 1870 году отправляется в Лондон, где пытается найти работу в качестве химика или инженера-электрика. После нескольких недель безуспешных поисков на последние деньги покупает билет на пароход до Нью-Йорка.

### Работы в области гальванотехники и динамо-машины
Первая работа Вестона в США — в Wm.H.Murdock & Company, он занимается изготовлением фотоэмульсии на основе коллодия, но чистая химия его не удовлетворяла.
Через несколько месяцев он поступает на работу в American Nickel Plating Company. Следующие 6 лет занимается проблемами гальванотехники. Уже в первый год работы он предлагает множество усовершенствований технологии в данной области. В частности, для обеспечения гальванотехнического производства высокостабильным источником тока предлагает использовать динамо-машину собственной разработки вместо аккумуляторов. Экспериментальные образцы динамо-машин для гальванотехники ранее представляли европейские разработчики (Сименс, Грамм), Вестон был одним из первых, кто применил динамо в промышленной гальванотехнике.
В 1873 году основывает совместно с Джорджем Г. Харрисом (George G. Harris) первую собственную компанию — Harris & Weston Electroplating Co., которая специализировалась на гальванопластике. В течение последующих лет Вестон получил ряд патентов на технологии нанесения никелевых гальванопокрытий. Вестон продолжает совершенствовать конструкцию своих динамо-машин, в период с 1875 по 1885 год получает множество патентов на динамо-машины различных конструкций, а также электродвигатели постоянного тока и устройства управления ими.
В 1875 году переезжает в Ньюарк, где открывает производство динамо-машин собственной конструкции.
В 1877 году выступает соучредителем компании The Weston Dynamo Electric Machine Co., которая специализируется на производстве динамо-машин для гальванотехники, а затем и для электроосвещения.

### Работы в области освещения

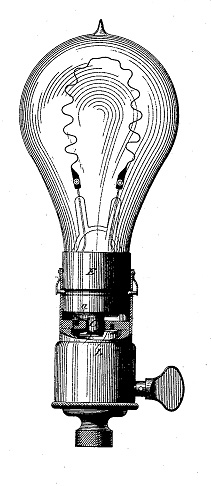
Лампа накаливания Вестона из патента США № 320,029, 1885 год

Начав с изготовления генераторов для электроосвещения, Вестон переориентируется на совершенствование самих ламп и сопутствующей арматуры. В 1877 году внёс ряд усовершенствований в конструкцию дуговой лампы. В 1878 году организует электрическое освещение наблюдательной башни пожарного департамента г. Ньюарк и Market Street. В 1880 году производство ламп и организация электроосвещения выделяются в самостоятельную компанию — Weston electric Light Co.(1880), впоследствии — United States electric Light Co.(1884). Компания вскоре становится лидером по поставкам систем освещения на основе дуговых ламп, вершиной её успеха было выполнение работ по организации освещения Бруклинского моста в 1883 году.
Вестон так же занимается производством ламп накаливания. В 1882 году он получает патент на материал для нити накала (Tamidine), позволявший увеличить время работы лампы до 2000 часов, в то время как существующие аналоги обеспечивали не более нескольких сотен. К 1884 году на имя Вестона зарегистрировано 139 патентов в 15 категориях. В том числе 13 патентов на дуговое освещение в течение 2 лет. Кроме того, патенты на подземные кабели, системы распределения, устройства коммутации, измерительные устройства и индикаторы, воздушные насосы, аккумуляторы, лампы накаливания, плавкие предохранители, патроны для установки ламп. Некоторые из них сохраняли актуальность вплоть до широкого распространения нитей накала из вольфрама в 1910-х годах. Тем не менее, компания Вестона постепенно проигрывает борьбу на бурно развивающемся рынке электрического освещения более успешным конкурентам (прежде всего, Эдисону).

### Работы в области приборостроения
Оказавшись в тени других изобретателей в области электрического освещения, в апреле 1886 года Вестон покидает пост директора United States electric Light Co, в течение следующего года он работает в области электроосвещения в качестве патентного эксперта.
Решение заняться электроизмерительными приборами пришло к Вестону внезапно, он снял помещение под частную лабораторию и оснастил самым современным оборудованием для физических, химических и металлургических исследований. Лаборатория была открыта 5 ноября 1887 года. Свои исследования он начал с металлургии.

#### Электротехнические сплавы
Уже в 1887 году он получает сплав алюминия, позволяющий вытягивать очень тонкие трубки, названный изобретателем «Сплав № 1».
В поисках проводника с низким термическим коэффициентам электрического сопротивления Вестон в 1888 году получает Константан — сплав на основе меди (Cu) (около 59 %) с добавкой никеля (Ni) (39—41 %) и марганца (Mn) (1—2 %). Изобретатель назвал его «Сплав № 2», но германские производители, у которых он разместил заказ на производство проволоки из нового материала, дали ему собственное наименование «Константан» (от лат. constans, родительный падеж лат. constantis — постоянный, неизменный) под которым он получил известность. Сплав имеет высокое удельное сопротивление (около 0,5 мкОм·м), и высокую термоЭДС в паре с никелем, железом, медью. Последнее обстоятельство позволило использовать константан для изготовления термопар, но делает его малопригодным для создания электроизмерительных приборов.
Продолжая поиски подходящего сплава, Вестон в 1888 году получает манганин — сплав на основе меди (около 85 %) с добавкой марганца (Mn) (11,5—13,5 %) и никеля (Ni) (2,5—3,5 %). Изобретатель назвал его «Сплав № 3», его так же переименовали германские производители. Манганин имеет чрезвычайно низкий термический коэффициент электрического сопротивления в области комнатных температур и, в отличие от константана, обладает очень малой термоЭДС в паре с медью (не более 1 мкв/1 °C), что обусловило его широчайшее распространение в электроприборостроении.
Кроме того, Вестон поставил задачу заменить сталь в качестве материала для пружин, создающих противодействующий момент в электроизмерительных приборах, на сплав, который помимо упругих свойств не намагничивается и имеет достаточно низкое сопротивление, чтобы служить проводником. Такой сплав был им получен под названием «Сплав № 4».
Практическая реализация наиболее перспективной магнитоэлектрической схемы измерительного механизма требовала получения постоянного магнита, характеристики которого не изменялись бы с течением времени. Вестоном разрабатываются сплавы для изготовления постоянных магнитов и термические методы стабилизации их характеристик, которые он держал в секрете.

#### Токовый шунт
В 1893 году Вестон получил патент на шунт для измерения тока. До этого приборы для измерения больших токов (прежде всего для генераторов) изготавливали с использованием просто очень толстой медной проволоки, которая была способна пропустить весь измеряемый ток. Именно Вестон изобрёл и запатентовал шунт для облегчения, компактности и радикального удешевления измерительных приборов. Идеальным материалом для шунтов оказался манганин.

#### Нормальный элемент

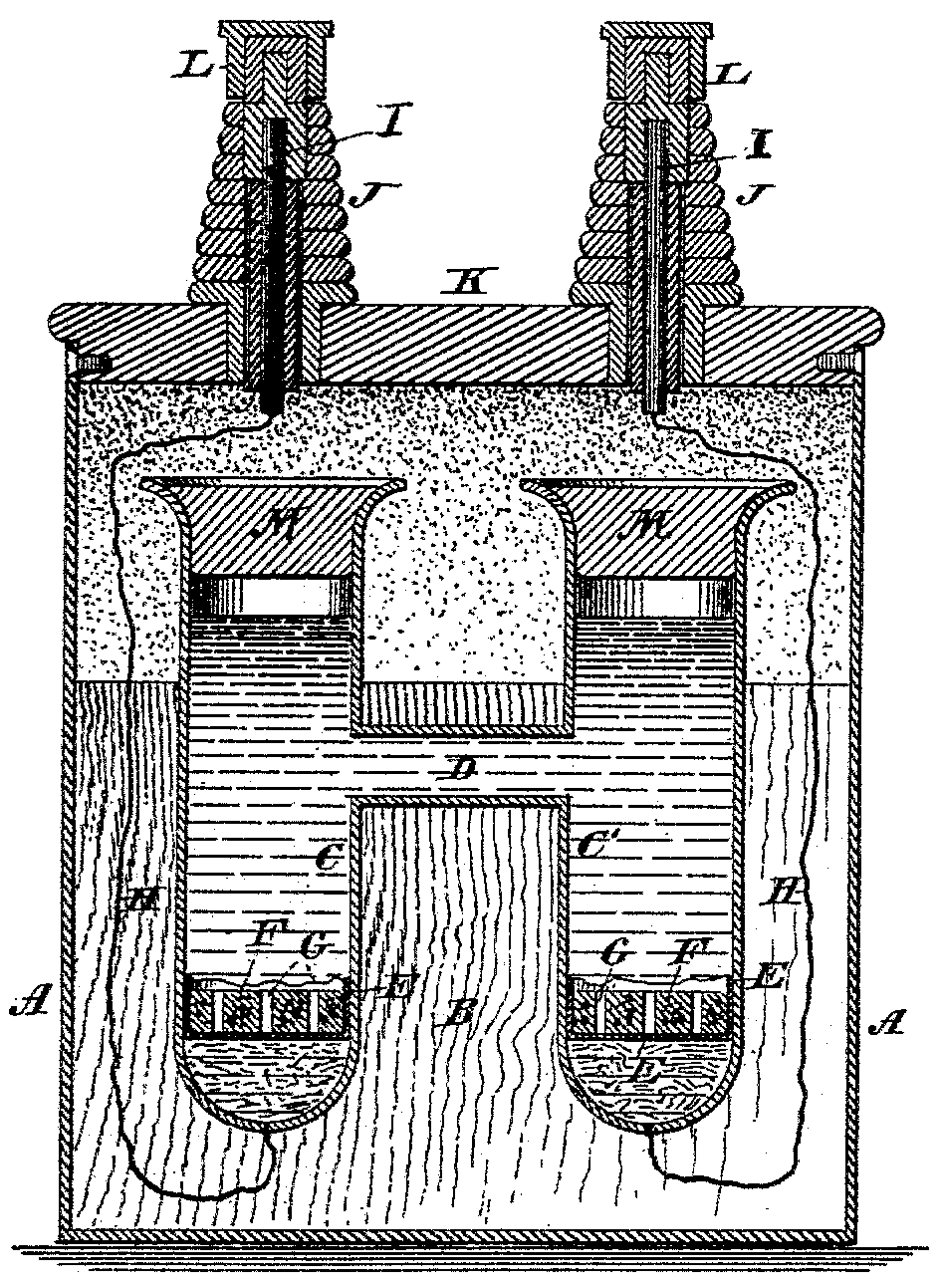
Схема нормального элемента из патента США № 494827 Эварда Вестона

В 1893 году Вестон изобретает и патентует нормальный элемент. Нормальный элемент Вестона до конца XX века широко применялся в лабораторных и промышленных измерениях в качестве источника опорного напряжения или эталона напряжения. Входит в состав современных национальных эталонов вольта. Он был разработан на основе ранее применявшегося нормального элемента Кларка, в котором Вестон предложил заменить сульфат цинка сульфатом кадмия. Таким образом удалось существенно повысить стабильность и понизить температурный коэффициент.
После того как в 1908 году нормальный элемент Вестона был принят в качестве международного эталона ЭДС, он отказался от патентных прав (в 1911 году).

#### Роль в создании приборов магнитоэлектрической схемы

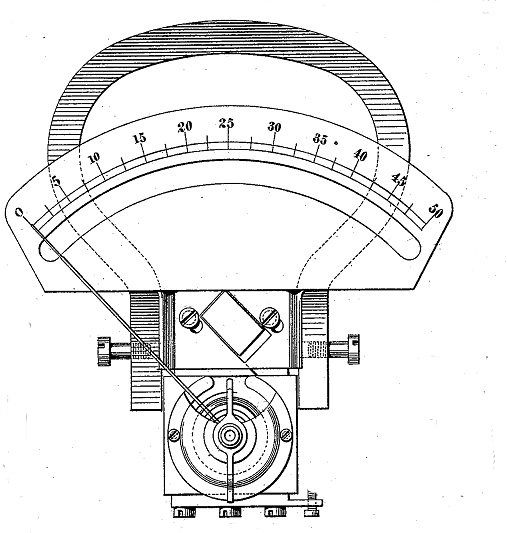
Схема прибора из патента США № 427,022 зарегистрированного на имя Вестона 29 апреля 1890 года

Эдвард Вестон играл значительную роль в совершенствовании магнитоэлектрического измерительного механизма, которая используется в подавляющем большинстве современных аналоговых электроизмерительных приборов.
Вестон даже оспаривал приоритет д’Арсонваля, который получил патент на электроизмерительный прибор с подвижной катушкой с проводником в поле постоянного магнита ещё в 1881 году (Вестон получил аналогичный патент в 1888 году) ссылаясь на описание такого прибора в работах Максвелла (1875). В России до конца 1920-х годов приборы магнитоэлектрической схемы даже были известны как «приборы системы Вестона» наряду с наименованием «приборы системы Депрэ-Д’Арсонваля».
Во всяком случае, Вестон действительно предложил ряд усовершенствований, которые определили вид магнитоэлектрического механизма в его основных чертах и обеспечили его широкое распространение.
- Вестон предложил изготавливать рамки для намотки подвижной катушки прибора из металла (в ранних приборах форма катушки поддерживалась клеем или лаком). Вначале для этого использовалась медь, затем более лёгкий алюминий. Такая металлическая рамка, помещённая в поле постоянного магнита, позволяет обеспечить успокоение подвижной части без громоздких дополнительных приспособлений.
- Вестон предложил использовать в измерительных приборах полюсные наконечники для концентрации магнитного потока, создаваемого постоянным магнитом. Ранее Депре предложил использовать для тех же целей железный цилиндр, закреплённый неподвижно на оси подвижной катушки. Таким образом, катушка движется в узком зазоре между полюсными наконечниками и цилиндром, при этом в каждой точке силовые линии магнитного поля строго перпендикулярны направлению движения катушки.
- Вестон первый использовал для опоры подвижной части каменные подпятники, ранее применявшиеся для изготовления часов (до того, большинство приборов изготавливалось на подвесах или растяжках), что позволило создать щитовые приборы с горизонтальной осью вращения подвижной части.
- Вестон первый использовал для создания противодействующего момента плоские спиральные пружины (ранее так же хорошо известные изготовителям часов) из немагнитного материала с низким сопротивлением (фосфористой бронзы), которые одновременно использовались в качестве проводника для подачи тока на подвижную катушку.

Вестон является изобретателем ножевой формы указательной стрелки и первый предложил поместить на шкале прибора зеркало, которое позволило исключить погрешность от параллакса (наблюдатель должен выбрать такой угол зрения, при котором стрелка совместится с собственным отражением в зеркале). Такое отчётное устройство использовалось практически на всех точных лабораторных приборах со стрелочным указателем.

### Последние годы

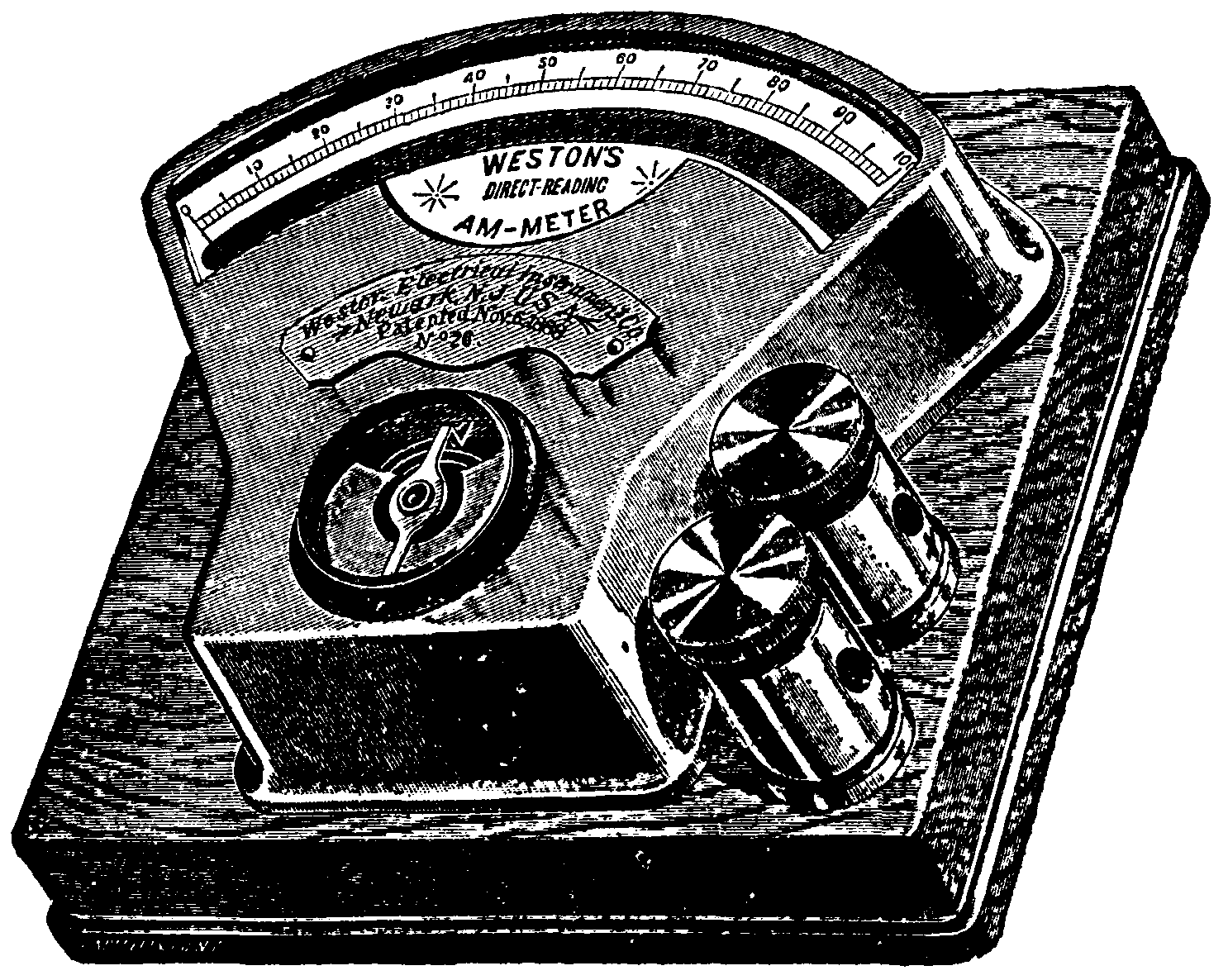
Амперметр постоянного тока «Модель № 1»

В 1888 году Вестон основывает Weston Electrical Instrument Corporation, в состав которой вошли ранее основанные им компании и которую он возглавляет до конца жизни. Примечательно, что первый серийный прибор «Модель-1» (миливольтметр постоянного тока) был ориентирован на потребности лабораторий школ и колледжей, что должно было обеспечить рекламу среди будущих специалистов. Компания выпускает широкую номенклатуру электроизмерительных приборов, как лабораторных, так и технических.
Наиболее примечательные направления деятельности компании при жизни Вестона:
- серия компактных щитовых вольтметров для промышленности (генерация и распределение) как постоянного, так и переменного тока, а также серия компактных приборов постоянного тока, предназначенных для установки на индивидуальные генераторы, которые в те времена успешно конкурировали с централизованным электроснабжением (1893);
- серия образцовых приборов для поверки рабочих лабораторных и щитовых приборов, в состав которой вошёл нормальный элемент Вестона, а также амперметры, вольтметры и ваттметры постоянного и переменного тока (1894);
- разработка приборов для автомобилей и мотоциклов — первоначально для контроля заряда аккумуляторов (1900), а затем и спидометров (1910-е);
- разработка пароустойчивых спидометров для паровозов (1897, 1921);
- во время первой мировой войны разрабатывает амперметры для измерения высокочастотного сигнала радиопередатчиков, специалисты компании использовали термопару для контроля нагрева проводника в приборах тепловой схемы;
- компания первой выпустила амперметр для контроля тока на катушке динамика, отградуированный в дБ, для установки в радиоприёмник (1926);
- первые экспонометры компания выпускает в 1932 году, Эдвард Вестон принимает непосредственное участие в разработке совместно с сыном;
- компания вела разработки в области создания авиационных устройств «слепой посадки» (1933).

В 1889—1891 году Эдвард Вестон занимал пост президента Американского института инженеров по электротехнике, предшественника Института инженеров электротехники и электроники (IEEE).
Вестон был одним из основателей попечительского совета Технологической школы Ньюарка, впоследствии — Технологический институт Нью-Джерси. Некоторые из его изобретений, приборов и рукописей сохранились в университетской библиотеке и Музее Вестона.
В течение жизни получил 334 патента США.
Вестон умер в 1936 году в городе Монтклэр, Нью-Джерси.
Сын изобретателя, Эдвард Фарадей Вестон (1878—1971) получил несколько патентов на экспонометры, также производившиеся Weston Corp. и широко распространённых начиная с 1930-х годов. Один из стандартов светочувствительности (предшественник ASA) получил название Weston film speed ratings.

## Признание и награды
Научные звания:
- 1903 год — почётная степень доктора права в университете Мак Гилл (McGill University) Монреаль, Квебек, Канада;
- 1904 год — доктор наук технологического института Стивенса (Stevens Institute of Technology) Хобокен, Нью-Джерси, США;
- 1910 год — доктор наук Принстонского университета.

Награды:
- Медаль американского химического сообщества за вклад в электрохимию;
- Медаль Эллиота Крессона (1910)
- Медаль Перкина (1915)
- Медаль Франклина (1924)
- Медаль Ламме Института инженеров электротехники и электроники (IEEE) (1932).

## Интересные факты
- Вестон получил гражданство США только в 1923 году, оставаясь на протяжении почти всей своей карьеры американского изобретателя и предпринимателя британским подданным.
- Продукция компании Вестона довольно часто упоминается в советском учебнике по приборостроению конца 1920-х годов[13].

### Патенты
- патент на константан (1888) (недоступная ссылка)
- патент на манганин (1888)
- патент на нормальный элемент (1893)
- патент на подвижную катушку (1888)
- на пружины из немагнитного материала с противоположных сторон подвижной и зеркало на шкале (1890)
- патент на металлическую рамку подвижной катушки в качестве успокоителя (1891)
- патент на токовый шунт (1893)
- патент на шкалу для профильного прибора (1894)